# Clitus de Witte
Clitus (Cleitus) de Witte (Grieks: Κλεῖτος ὁ λευκός) was een officier van Alexander de Grote. Hij werd bijgenaamd "de Witte" om hem te onderscheiden van Clitus de Zwarte. Hij wordt vermeld door Athenaeus en Claudius Aelianus voor zijn pracht en praal, en hij is waarschijnlijk dezelfde die wordt vermeld door Justinus als degene die samen met de veteranen terug naar Macedonië werd gestuurd onder Craterus in 324 voor Christus.
Na de dood van Alexander verschijnt hij opnieuw als commandant van de Macedonische vloot van Antipater tijdens de Lamische Oorlog in 323 voor Christus, en versloeg de Atheense admiraal Euetion in de slag bij Amorgos. Hierna versloeg hij de Atheense vloot een tweede keer bij Echinades. Deze nederlagen waren het einde van de Atheense thalassocratie en waren beslissend voor de Macedonische overwinning in de oorlog. Bij de verdeling van de provincies te Triparadisus in 321 v.Chr. verkreeg hij Lydië als zijn satrapie. Toen Antigonos hem probeerde af te zetten in 319 voor Christus, na Antipaters dood, plaatste hij een garnizoen in de belangrijkste steden en zeilde weg naar Macedonië om de gang van zaken aan Polyperchon te vertellen. In 318 voor Christus, toen Polyperchon verslagen was bij Megalopolis, werd Clitus met een vloot naar de kust van Thracië gezonden om te voorkomen dat er legers van Antigonos Europa zouden kunnen binnenkomen. Nicanor werd door Kassander gestuurd om hem te verslaan, maar Clitus versloeg hem beslissend. Maar dit succes maakte hem te zelfverzekerd en hij werd verrast door Antigonos en Nicanor waardoor hij al zijn schepen uitgezonderd een verloor. Hierna vluchtte hij met dit overgebleven schip weg. Hij was naar Macedonië aan het gaan toen het tot een opstootje kwam met enkele mannen van Lysimachus, die hem doodden.